# Слежановский, Ольгерд Владиславович
Ольгерд Владиславович Слежановский (1920—2016) — советский и российский инженер и учёный, доктор технических наук, профессор, заслуженный деятель науки и техники Российской Федерации, создатель отечественной научно-производственной школы электропривода, создатель теории расчета и конструирования систем подчиненного регулирования электроприводом.

## Биография

### Ранние годы
О. В. Слежановский родился 7 июля 1920 года в г. Витебск, БССР в семье врача.
В 1932 году после смерти отца переехал в г. Новосибирск, где с отличием окончил среднюю школу.
В 1938 году поступил в Томский индустриальный институт.

### Участие в Великой Отечественной войне
В июне 1941 г. был призван в ряды РККА.
В августе 1941 г. был направлен в Ленинград и зачислен слушателем Военной электротехнической академии связи.
Слушатели академии в 1941—1942 годах привлекались к боевым операциям. Участник Великой Отечественной войны в составе войск Ленинградского фронта.
Эвакуирован из блокадного Ленинграда летом 1942 года, и, в связи с реорганизацией академии был демобилизован из рядов РККА.
Летом 1943 г. участвовал в восстановлении оборудования СтальЭнерго в Сталинграде.

### Продолжение образования
В 1943 году для завершения образования поступил в Московский энергетический институт, где стал учеником выдающегося специалиста в области электропривода, профессора Д. П. Морозова.
Окончил МЭИ с отличием в 1945 году, получив диплом инженера-электрика по специальности «Электропривод».

### Работа в ЦНИИчермет
После окончания МЭИ по рекомендации профессора Д. П. Морозова направлен на работу во ЦНИИчермет, где стал заниматься вопросами автоматизации прокатки и внедрения электроприводов.
Одновременно с производственной деятельностью занимался научной работой.
В 1950 году защитил диссертацию на соискание учёной степени кандидата технических наук по теме «Исследование электроприводов с электромашинным усилителем в качестве возбудителя».

### Работа во ВНИИЭлектропривод
После защиты кандидатской диссертации О. В. Слежановский переведён на работу во Всесоюзный научно-исследовательский институт электропривода (ВНИИЭлектропривод), где прошел путь от ведущего инженера до заместителя директора по научной работе.

#### Инженерная работа
При непосредственном участии и руководстве О. В. Слежановского были разработаны и успешно введены в эксплуатацию автоматизированные электроприводы обжимных и листопрокатных станов на металлургических комбинатах в городах: Кузнецк (блюминг 1150), Кривой Рог (блюминг-автомат 1300), Челябинск (блюминг-автомат 1300), Новолипецк (листовой стан горячей прокатки 2000), Магнитогорск (блюминг 1200) , Енакиево (проволочный стан 250), Череповец (блюминг1150), Западно-Сибирский комбинат (блюминг-автомат 1300), Карагандинский металлургический комбинат (стан холодной прокатки 1400, прокатно-дрессировочный стан цеха жести), а также для экспортных поставок на металлургические объекты Индии (поставка блюминга и рельсобалочного стана на Бхилайский металлургический завод в г. Бхилай), станы для «стальной столицы» Китая (г. Аньшань), стан холодной прокатки «Новая Гута», Польша, полосовой стан 1700 в г. Катовице, Чехословакия, станы 2300 и 1700 в г. Дунайварош, Венгрия, слябинг 1150, листовой стан горячей прокатки 1700, г. Галац, Румыния.
При научно-техническом руководстве О. В. Слежановского во ВНИИЭлектроприводе были разработаны основы построения систем подчинённого регулирования для электроприводов постоянного и переменного тока, а также унифицированные блочные системы регулирования УБСР (аналоговая ветвь) и УБСР-Д, УБСР-ДИ (дискретная ветвь), организация их промышленного производства на опытном заводе ВНИИЭлектропривод и Александрийском электромеханическом заводе.
На базе УБСР были разработаны серии комплектных тиристорных электроприводов во ВНИИЭлектропривод (производство на Таллинском электротехническом заводе), а также в НИИ ПО «ХЭМЗ» и «ВНИИПреобразователь» (разработка и производство крупных промышленных серий). Под руководством и при непосредственном участии профессора О. В. Слежановского выполнен ряд научных и инженерных работ, многие из которых определили перспективное развитие отечественного электропривода.
При внедрении своих исследований и разработок профессор О. В. Слежановский, как правило, участвовал в наладочных работах на объектах внедрения, в том числе и за рубежом. Таким образом, осуществлялась обратная связь с производством, что позволяло в короткие сроки выполнять работы по внедрению электроприводов на объектах со сложной технологией.

#### Научная работа
В 1969 году О. В. Слежановский успешно защитил диссертацию на соискание учёной степени доктора технических наук (тема диссертации «Реверсивный электропривод постоянного тока»).
В 1978 году ему присвоено учёное звание профессора.
В 1970—1991 годах был председателем диссертационного совета ВНИИЭлектропривод, членом диссертационного совета ВНИИЭМ.
Подготовил 9 кандидатов наук. Автор 7 монографий, 70 научных статей, 10 авторских свидетельств и патентов.
Более 10 лет был членом ВАК.
С 1994 года — заместитель главного редактора журнала «Электротехника».
В 1995 году избран почетным членом Академия электротехнических наук Российской Федерации.
На протяжении многих лет был заместителем и соратником директора ВНИИЭлектропривод профессора М. Г. Юнькова, научным руководителем программ Министерства электротехнической промышленности СССР в рамках СЭВ по разработке тиристорных электроприводов постоянного и переменного тока, а также Главным Конструктором по проблеме создания новых видов электрооборудования для черной металлургии, председателем постоянно-действующей межведомственной комиссии (МВК) по преобразовательной технике Министерства электротехнической промышленности СССР.
Указом Президента РФ от 09.02.1994 № 269 О. В. Слежановскому присвоено звание «Заслуженный деятель науки и техники Российской Федерации».
Похоронен в Москве , на Головинском кладбище, участок № 1.

### Вклад в науку
За время своей научной и инженерной деятельности О. В. Слежановский создал во ВНИИЭлектропривод школу в области регулируемого электропривода. Работы по созданию и внедрению электроприводов в металлургическом оборудования находились на уровне лучших мировых образцов своего времени.
До настоящего времени все отечественные системы подчиненного регулирования электропривода построены на идеях и решениях, предложенных профессором О. В. Слежановским.
Ольгерд Владиславович — создатель теории расчета и методик конструирования систем регулирования электроприводов любых мощностей, которые широко используются в настоящее время.

### Наиболее известные труды
- Электропривод реверсивных станов горячей прокатки / О. В. Слежановский. — Москва : Металлургиздат, 1961. — 444 с. : ил.
- Реверсивный электропривод постоянного тока / О. В. Слежановский. — Москва: Металлургия, 1967. — 423 с.:
- Управление вентильными электроприводами постоянного тока / Е. Д. Лебедев, В. Е. Неймарк, М. Я. Пистрак, О. В. Слежановский. — Москва : Энергия, 1970, — 199 с. : ил.
- Состояние и перспективы развития тиристорного электропривода / О. В. Слежановский, Г. А. Зверев, Л. Х. Дацковский ; М-во электротехн. пром-сти. Отд-ние ВНИИЭМ по науч.-техн. информации в электротехнике «Информэлектро». — Москва : 1972. — 35 с. : ил.
- Устройства унифицированной блочной системы регулирования дискретного типа (УБСР-Д) / О. В. Слежановский, А. В. Бирюков, В. М. Хуторецкий. — Москва : Энергия, 1975. — 256 с.
- Слежановский О. В., Дацковский Л. Х. и др. Системы подчиненного регулирования электроприводов переменного тока с вентильными преобразователями. Москва: Энергоатомиздат, 1983. — 256 с.

#### Труды, содержащие ссылки на работы О. В. Слежановского
- Г. М. Иванов, А. Г. Иванов «Электропривод в химической и целлюлозно-бумажной отраслях промышленности».- М.МГИУ, 2008 г.
- «Автоматизированной электропривод» под общей редакцией Н. Ф. Ильина, М. Г. Юнькова. Энергоатомиздат, 1980 г.
- Р. Т. Шрейнер «Системы подчиненного регулирования электроприводов», Учебное пособие для вузов, Издательство Уральский государственный проф.-пед. ун-та, 1997.
- В. Г. Файнштейн, Э. Г. Файнштейн. Микропроцессорные системы управления тиристорными электроприводами. М. Энергоатомиздат, 1986 г.
- «Автоматизированный электропривод, силовые полупроводниковые приборы, Преобразовательная техника», под общей редакцией Ф. Гельинского, И. А. Тепмана, М. Г. Юнькова. М.Энергоатомиздат, 1983 г.
- В. П. Чистов, В. И. Бондаренко, В. А. Святославский «Оптимальное управление электротехническими приводами». М.: Энергия, 1968 г.
- Е. И. Беркович, В.И Ковалев и др. «Полупроводниковые выпрямители». М. Энергия, 1978 г.
- В. В. Рудаков « Электромашинные усилители в системах автоматики». М. Л. Государственное энергетическое издательство, 1961 г.
- В. В. Ходнев «Комплексные управляющие устройства электропривода». М. Энергоатомиздат, 1984 г.
- Д. В. Свячарник «Электрические машины непосредственного привода». М. Энергопатомиздат, 1988 г.
- А.Хашимов «Режимы работы частотно-регулируемых асинхронных электроприводов». Издательство «Фан» Узбекской ССР, 1987 г.
- А. М. Вайгнер «Регулируемый синхронный электропривод». М.Энергоиздат, 1985 г.
- Н. В. Донской и др. А. Д. Поздеев « Управляемый выпрямитель в системах автоматического управления» М. Энергоиздат, 1984 г.
- Ю. А. Сабинин. «Электромашинные устройства автоматики» Л.Энергоатомиздат, Ленинградский отдел, 1988 г.
- А. Д. Поздеев «Электромагнитные и электромеханические процессы в частотно регулируемых асинхронных электроприводах». Чебоксары, Издательство. Чувашский университет, 1998 г.
- С. Н. Вешеневский «Характеристики двигателей в электроприводе» М-Л «Энергия» .1966 г.
- С. А. Ковчин, Ю. А. Сабинин «Теория электропривода», М.: "Энергоатомиздат.1994 г.
- Р. Т. Шрейнер, Ю. А. Дмитриенко «Оптимальное частотное управление асинхронными электроприводами». Кишинев: Издательство Штиинца, 1982 г.
- В. М. Перельмутер, В. А. Сидоренко «Системы управления тиристорными электроприводами постоянного тока» М. Энергоатомиздат, 1988 г.
- В. Н. Егоров, В. М. Шейаков «Динамика системы электропривода» Л.Энергоатомиздат, Ленинград, 1985 г.
- М. З. Хамудханов, А. А. Хашимив « Теория и методы расчета частотно управляемых асинхронных электроприводов», Издательство «Фан» Узбекская ССР, 1969 г.
- В. Б. Клепиков и др. « Многократно интегрирующие системы управления» НВК «КІА», 1989, г. Киев.
- М. Г. Чисенкин, В. И. Ключев, А. С. Сандлер «Теория Электропривода» М. Энергия, 1979 г.
- М. Г. Чиликин, М. М. Соколод и др.	«Основы автоматизированного электропривода» , М. Энергия , 1974 г.
- В. П. Шипилло «Автоматизированный вентильный электропривод». М. Энергия, 1969 г.
- В. И. Архангельский «Системы реверсивных электроприводов». Техника , 1972 г.
- Г. Г. Жемеров « Тиристорные преобразователи частоты с непосредственной связью» М. Энергия, 1977 г.
- « Комплексные системы управления электроприводами тяжелых металлорежущих станков». Под редакцией А. Д. Поздеева. м. Энергия, 1980 г.
- Ю. А. Сабинин « Позиционные и следящие электромеханические системы» СПб «Энергоатомиздат» С-П , 2001 г.
- Р. Т. Шреймер « Математическое моделирование электроприводов переменного тока с полупроводниковыми преобразователями частоты» Екатеринбург, УРО РАН, 2000 г.
- А. М. Вейнгер, В. В. Караман и др. «Проектирование электроприводов» Средне- уральское книжное издательство, 1980 г.